# Communauté de communes du Bassin de Neufchâteau
La Communauté de communes du Bassin de Neufchâteau (CCBN) est une ancienne communauté de communes française située dans le département des Vosges et la région Grand Est.
Elle rassemble les communes qui correspondent à un bassin de vie et d'emploi, au sein d'une continuité géographique: l'Ouest vosgien.

## Histoire
La Communauté de Communes du Bassin de Neufchâteau a été créée le 1er janvier 2013 par la fusion de 3 communautés de communes adjacentes : les communautés de communes du Pays de Neufchâteau, du Pays de Jeanne et du Pays des Côtes et de la Ruppe ; ainsi que 11 communes isolées, par arrêté préfectoral du 22 octobre 2012.
La nouvelle structure intercommunale regroupe alors 41 communes issues des cantons de Neufchâteau et de Coussey dans les Vosges et 1 commune de la Haute-Marne, Liffol-le-Petit.

## Composition
La communauté de communes du Bassin de Neufchâteau regroupait 41 communes des Vosges et 1 commune de la Haute-Marne :
| Nom                        | Code Insee | Gentilé         | Superficie (km2) | Population (dernière pop. légale) | Densité (hab./km2) |
| -------------------------- | ---------- | --------------- | ---------------- | --------------------------------- | ------------------ |
| Neufchâteau (siège)        | 88321      | Néocastriens    | 31,94            | 6 577 (2014)                      | 206                |
| Autreville                 | 88020      | Alteravillois   | 11,09            | 174 (2014)                        | 16                 |
| Autigny-la-Tour            | 88019      | Revois          | 15,86            | 169 (2014)                        | 11                 |
| Avranville                 | 88025      | Avranvillois    | 10,89            | 72 (2014)                         | 6,6                |
| Bazoilles-sur-Meuse        | 88044      | Bazouillards    | 21,25            | 607 (2014)                        | 29                 |
| Brechainville              | 88074      | Bréchainvillois | 14,15            | 61 (2014)                         | 4,3                |
| Circourt-sur-Mouzon        | 88104      | Circusiens      | 10,30            | 194 (2014)                        | 19                 |
| Certilleux                 | 88083      | Certillois      | 5,86             | 213 (2014)                        | 36                 |
| Chermisey                  | 88102      |                 | 10,75            | 103 (2014)                        | 9,6                |
| Clérey-la-Côte             | 88107      | Clercycurtiens  | 3,18             | 31 (2014)                         | 9,7                |
| Coussey                    | 88118      | Coussetois      | 16,02            | 741 (2014)                        | 46                 |
| Domrémy-la-Pucelle         | 88154      | Domrémois       | 8,99             | 126 (2014)                        | 14                 |
| Frebécourt                 | 88183      | Frebécourtois   | 10,53            | 304 (2014)                        | 29                 |
| Fréville                   | 88189      | Frévillois      | 6,36             | 158 (2014)                        | 25                 |
| Grand                      | 88212      | Grandésiniens   | 36,59            | 392 (2014)                        | 11                 |
| Greux                      | 88219      | Greuxois        | 8,04             | 166 (2014)                        | 21                 |
| Harmonville                | 88232      | Harmonvillois   | 15,13            | 235 (2014)                        | 16                 |
| Jubainville                | 88255      | Jubainvillois   | 4,33             | 89 (2014)                         | 21                 |
| Jainvillotte               | 88249      |                 | 7,44             | 77 (2014)                         | 10                 |
| Landaville                 | 88259      | Landavillois    | 13,06            | 300 (2014)                        | 23                 |
| Lemmecourt                 | 88265      | Lemmecourtois   | 1,78             | 31 (2014)                         | 17                 |
| Liffol-le-Petit            | 52289      | Liffoux         | 25,72            | 324 (2014)                        | 13                 |
| Liffol-le-Grand            | 88270      | Liffolois       | 33,91            | 2 174 (2014)                      | 64                 |
| Martigny-les-Gerbonvaux    | 88290      | Martignycais    | 9,04             | 116 (2014)                        | 13                 |
| Maxey-sur-Meuse            | 88293      |                 | 10,77            | 239 (2014)                        | 22                 |
| Mont-lès-Neufchâteau       | 88308      |                 | 11,51            | 301 (2014)                        | 26                 |
| Midrevaux                  | 88303      | Midrevalliens   | 14,29            | 214 (2014)                        | 15                 |
| Moncel-sur-Vair            | 88305      | Monticeliens    | 7,30             | 205 (2014)                        | 28                 |
| Pargny-sous-Mureau         | 88344      | Pargnysiens     | 17,97            | 180 (2014)                        | 10                 |
| Pompierre                  | 88352      | Pompétrussiens  | 12,42            | 233 (2014)                        | 19                 |
| Punerot                    | 88363      |                 | 13,77            | 162 (2014)                        | 12                 |
| Rebeuville                 | 88376      | Rebeuvillois    | 8,72             | 276 (2014)                        | 32                 |
| Rollainville               | 88393      | Rollainvillois  | 8,13             | 309 (2014)                        | 38                 |
| Ruppes                     | 88407      | Ruppins         | 7,44             | 129 (2014)                        | 17                 |
| Sartes                     | 88443      | Sartois         | 6,86             | 101 (2014)                        | 15                 |
| Seraumont                  | 88453      | Seraumontais    | 10,29            | 48 (2014)                         | 4,7                |
| Sionne                     | 88457      | Sionnards       | 11,79            | 144 (2014)                        | 12                 |
| Soulosse-sous-Saint-Élophe | 88460      | Soliciens       | 19,32            | 640 (2014)                        | 33                 |
| Tilleux                    | 88474      |                 | 3,88             | 60 (2014)                         | 15                 |
| Tranqueville-Graux         | 88478      |                 | 14,94            | 95 (2014)                         | 6,4                |
| Trampot                    | 88477      | Trampotins      | 13,14            | 94 (2014)                         | 7,2                |
| Villouxel                  | 88511      | Villouxellois   | 4,65             | 78 (2014)                         | 17                 |

## Compétences
La Communauté de communes du Bassin de Neufchâteau a pour objet d'associer les communes au sein d'un espace de solidarité en vue de l'élaboration d'un projet commun de développement économique et d'aménagement de l'espace favorisant la protection et la mise en valeur de l'environnement afin d'améliorer le cadre de vie des habitants de l'ensemble de la communauté.

### Compétences obligatoires
1. Aménagement de l'espace
- Zones d'Aménagement Concerté et Zones d'Aménagement Différé
- Plan Local d'Urbanisme Intercommunal

2. Le développement économique
2.1. Développement des infrastructures
- Zones d'activités
- Bâtiments relais
- Marché couvert
- Aérodrome

2.2. Soutien et accompagnement du développement économique
- Financement de la Maison de l'emploi, de la mission locale et du PLAB
- Soutien au commerce de proximité et à l'artisanat

2.3. Développement d'une économie touristique
- Valorisation des milieux naturels
- Café-restaurant de Domrémy-la-Pucelle
- Création de sentiers de randonnée et de produits touristiques
- Création et soutien à l'office de tourisme des Vosges de l'ouest
- Hébergement de plein air : gestion du camping de Neufchâteau,  création et gestion d'aires de camping-car
- Fort de Bourlémont

### Compétences optionnelles
1. L'environnement
- Gestion des déchets ménagers :
- Collecte des ordures ménagères et des déchets recyclables
- Création et gestion de la déchetterie, d'une plate-forme de compostage et d'une installation de stockage des déchets inertes
- Études sur les énergies renouvelables et les économies d'énergie
- Études sur le schéma global d'assainissement
- Maintien des vergers
- Protection des personnes et des biens contre les inondations
- Gestion et entretien des rivières et de leurs affluents

2. Équipements culturels, sportifs et scolaires
2.1. Équipements scolaires
- École de Martigny les Gerbonvaux

2.2. Équipements sportifs
- Piscine
- Terrains de Football de Coussey et Autreville
- Halles sportives de Neufchâteau et Liffol le Grand
- Terrains de tennis couverts de Neufchâteau et découverts de Neufchâteau, Liffol et Circourt sur Mouzon

2.3. Équipements culturels
- Centre culturel "le Trait d'Union" de Neufchâteau
- Espace culturel de Domrémy-la-Pucelle
- Cinéma de Neufchâteau
- École de musique intercommunale de Neufchâteau et Liffol le Grand
- Bibliothèques et points de lecture et animation du réseau
- Animations culturelles

3. Politique de l'habitat et du cadre de vie
- Programme d'amélioration de l'habitat (OPAH ou PIG)
- campagnes de ravalement de façades
- Mise en valeur du petit patrimoine
- Études globales d'aménagements de villages et des entrées de ville

### Compétences facultatives
1. Petite enfance
- Gestion de la crèche de Soulosse sous Saint Elophe
- Soutien aux crèches de Neufchâteau et Liffol le Grand

2. Création d'un Système d'Information géographique
3. Création de zones de développement éolien

## Politique et administration
| Période          | Période          | Identité      | Étiquette | Qualité                                                                                      |
| ---------------- | ---------------- | ------------- | --------- | -------------------------------------------------------------------------------------------- |
| 1er janvier 2013 | 31 décembre 2016 | Simon Leclerc | UMP       | Maire de Neufchâteau (depuis 2008) Conseiller général du canton de Neufchâteau (depuis 2011) |